# Quassiremus nothochir
Quassiremus nothochir är en fiskart som först beskrevs av Gilbert, 1890.  Quassiremus nothochir ingår i släktet Quassiremus och familjen Ophichthidae. IUCN kategoriserar arten globalt som livskraftig. Inga underarter finns listade i Catalogue of Life.